# Bartolomé Hidalgo Agüero

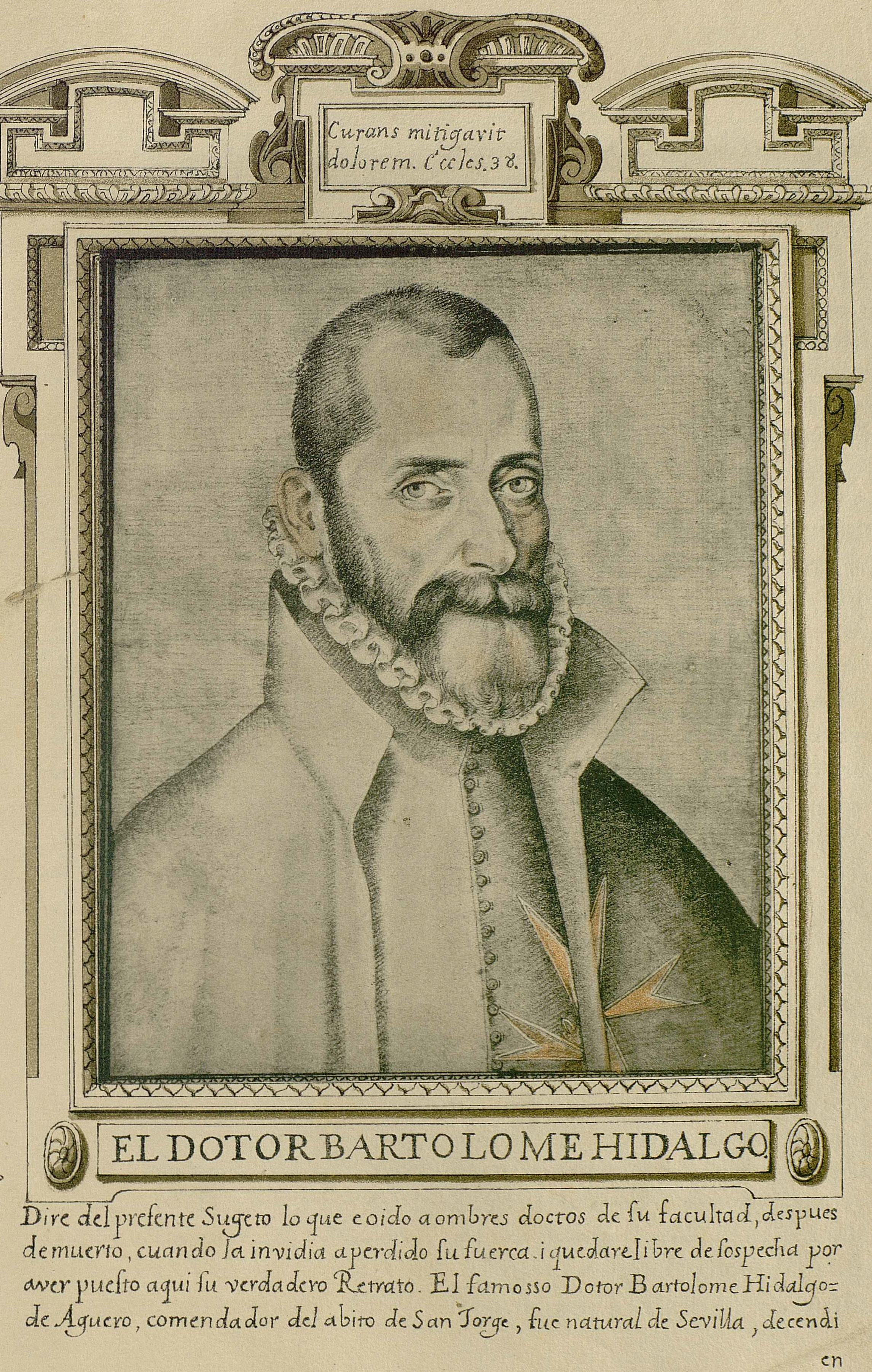
Bartolomé Hidalgo por Francisco Pacheco, Libro de descripción de verdaderos retratos de ilustres y memorables varones, Madrid, Biblioteca de la Fundación Lázaro Galdiano.

Bartolomé Hidalgo Agüero (Sevilla, 1530 - Sevilla, 5 de enero de 1597) fue un médico español, pionero en la práctica de cicatrización por primera intención.

## Biografía
Bartolomé Hidalgo Agüero, natural de Sevilla, donde realizó sus estudios y transcurre su vida profesional, supo educar a numerosos discípulos, de los que sobresalió Pedro López de León. 
Fruto de su dilatada práctica son unos Avisos de cirugía contra la común opinión (Sevilla, 1584) y otros escritos, editados tras su muerte en Sevilla, en 1604, agrupados con el título Thesoro de la verdadera cirugía y vía particular contra la común. Componen la obra diecisiete tratados, de variada extensión e interés: dos de tema médico, otros dos de Anatomía, dos más redactados para replicar a las objeciones que hizo Fragoso a su doctrina de la «vía particular», y los restantes, la parte esencial del Thesoro de la verdadera Cirugía, se consagran a la exposición del saber quirúrgico, señalan las indicaciones de las sangrías y evacuaciones y el modo de usar los remedios tópicos o describen el método que propugnó para el tratamiento de las heridas de arma blanca, expuesto, por primera vez, en los Avisos publicados en 1584.
La fundamental aportación al saber quirúrgico de su época fue la utilización del método seco, la «vía particular», en la curación de las heridas, que tuvo origen en sus observaciones y en la experiencia de su maestro Cuevas, y a ellas vino a dar soporte erudito la lectura de Galeno. Pocos cirujanos renacentistas propugnaron con mayor acopio de razones y mejor información clínica la conveniencia de prescindir del llamado «pus loable» en el tratamiento de las heridas por arma blanca, recurriendo incluso a la estadística para demostrar su eficacia. El criterio del cirujano sevillano Hidalgo Agüero supone el derrocamiento de uno de los principales postulados de la terapéutica quirúrgica árabe.
Cirujano innovador, renovó el tratamiento de las heridas por arma blanca y proclamó la excelencia de la vía particular o por primera intención, frente a la doctrina clásica del pus loable. Fue además, uno de los más tempranos iniciadores de la estadística médica. Sus métodos se explican en los 51 "Avisos" de su primer y principal tratado médico.
Según su discípulo Pedro Ponce de León que practicó unos años junto a él, había curado por entonces a más de tres mil heridos en una ciudad, la Sevilla de la segunda mitad del siglo XVI, donde por entonces abundaban los rateros, pícaros y gente de mal vivir, con una población que por su carácter de Puerto de Indias se prestaba a todo tipo y condición.
Sus tratados y su obra fueron editados por primera vez en su ciudad natal en 1604 en un tomo en folio, donde se incluye un retrato de su autor, con una loa del también doctor Ximénez Guillén, su yerno.